# Lepidotrigla longipinnis
Lepidotrigla longipinnis és una espècie de peix pertanyent a la família dels tríglids.

## Hàbitat
És un peix marí, demersal i de clima tropical que viu fins als 33 m de fondària.

## Distribució geogràfica
Es troba a l'Índic: l'Índia.

## Observacions
És inofensiu per als humans.